# Taddea d'Este

Stemma della famiglia d'Este

Taddea d'Este (21 luglio 1365 – Padova, 23 novembre 1404) è stata una nobildonna italiana e signora consorte di Padova.

## Biografia
Era figlia di Niccolò II d'Este, marchese di Ferrara e marchese di Modena e Reggio e di Verde della Scala (?-1394), figlia di Mastino II, signore di Verona.
Sposò il 31 maggio 1377 Francesco II da Carrara, ultimo signore di Padova e lo seguì in tutte le vicende.

## Discendenza
Taddea e Francesco ebbero sette figli:
- Gigliola (m. 1416), andò in sposa nel 1397 a Nicolò III d'Este;
- Francesco III (1383-1406), sposò nel 1397 Alda Gonzaga;
- Jacopo (o Giacomo) (m. 1406), uomo d'armi;
- Ubertino (1389-1407), condottiero;
- Marsilio (?-1435), condottiero;
- Nicolò (morto infante);
- Valpurga (?-1405), monaca a Padova.

## Ascendenza
|                                                 |                                        |                                          | Genitori                                |  |  | Nonni |  |  | Bisnonni                                    |  |  | Trisnonni                             |  |
|                                                 |                                        |                                          |                                         |  |  |       |  |  | Aldobrandino II d'Este, marchese di Ferrara |  |  | Obizzo II d'Este, marchese di Ferrara |  |
|                                                 |                                        |                                          |                                         |  |  |       |  |  | Aldobrandino II d'Este, marchese di Ferrara |  |  | Obizzo II d'Este, marchese di Ferrara |  |
|                                                 |                                        | Giacomina Fieschi                        |                                         |  |  |       |  |  | Aldobrandino II d'Este, marchese di Ferrara |  |  |                                       |  |
| Obizzo III d'Este, marchese di Ferrara          |                                        |                                          |                                         |  |  |       |  |  | Aldobrandino II d'Este, marchese di Ferrara |  |  |                                       |  |
|                                                 |                                        | Alda Rangoni                             | Tobia Rangoni, podestà di Reggio Emilia |  |  |       |  |  |                                             |  |  |                                       |  |
|                                                 |                                        | Alda Rangoni                             | Tobia Rangoni, podestà di Reggio Emilia |  |  |       |  |  |                                             |  |  |                                       |  |
|                                                 |                                        | Alda Rangoni                             | Caracosa Lupi di Soragna                |  |  |       |  |  |                                             |  |  |                                       |  |
| Niccolò II d'Este, marchese di Ferrara e Modena |                                        | Alda Rangoni                             |                                         |  |  |       |  |  |                                             |  |  |                                       |  |
|                                                 |                                        | Iacopo Ariosti                           | Bonifazio Ariosti                       |  |  |       |  |  |                                             |  |  |                                       |  |
|                                                 |                                        | Iacopo Ariosti                           | Bonifazio Ariosti                       |  |  |       |  |  |                                             |  |  |                                       |  |
|                                                 |                                        | Iacopo Ariosti                           | …                                       |  |  |       |  |  |                                             |  |  |                                       |  |
| Lippa Ariosti                                   |                                        | Iacopo Ariosti                           |                                         |  |  |       |  |  |                                             |  |  |                                       |  |
|                                                 |                                        | …                                        | …                                       |  |  |       |  |  |                                             |  |  |                                       |  |
|                                                 |                                        | …                                        | …                                       |  |  |       |  |  |                                             |  |  |                                       |  |
|                                                 |                                        | …                                        | …                                       |  |  |       |  |  |                                             |  |  |                                       |  |
| Taddea d'Este                                   |                                        | …                                        |                                         |  |  |       |  |  |                                             |  |  |                                       |  |
|                                                 | Alboino della Scala, signore di Verona | Alberto I della Scala, signore di Verona |                                         |  |  |       |  |  |                                             |  |  |                                       |  |
|                                                 | Alboino della Scala, signore di Verona | Alberto I della Scala, signore di Verona |                                         |  |  |       |  |  |                                             |  |  |                                       |  |
|                                                 | Alboino della Scala, signore di Verona | Verde di Salizzole                       |                                         |  |  |       |  |  |                                             |  |  |                                       |  |
| Mastino II della Scala, signore di Verona       | Alboino della Scala, signore di Verona |                                          |                                         |  |  |       |  |  |                                             |  |  |                                       |  |
|                                                 |                                        | Beatrice da Correggio                    | Giberto III, signore di Correggio       |  |  |       |  |  |                                             |  |  |                                       |  |
|                                                 |                                        | Beatrice da Correggio                    | Giberto III, signore di Correggio       |  |  |       |  |  |                                             |  |  |                                       |  |
|                                                 |                                        | Beatrice da Correggio                    | Elena Malaspina                         |  |  |       |  |  |                                             |  |  |                                       |  |
| Verde della Scala                               |                                        | Beatrice da Correggio                    |                                         |  |  |       |  |  |                                             |  |  |                                       |  |
|                                                 |                                        | Giacomo I da Carrara, signore di Padova  | Marsilio                                |  |  |       |  |  |                                             |  |  |                                       |  |
|                                                 |                                        | Giacomo I da Carrara, signore di Padova  | Marsilio                                |  |  |       |  |  |                                             |  |  |                                       |  |
|                                                 |                                        | Giacomo I da Carrara, signore di Padova  | N. di Carturo                           |  |  |       |  |  |                                             |  |  |                                       |  |
| Taddea da Carrara                               |                                        | Giacomo I da Carrara, signore di Padova  |                                         |  |  |       |  |  |                                             |  |  |                                       |  |
|                                                 |                                        | Elisabetta Gradenigo                     | Pietro Gradenigo, doge di Venezia       |  |  |       |  |  |                                             |  |  |                                       |  |
|                                                 |                                        | Elisabetta Gradenigo                     | Pietro Gradenigo, doge di Venezia       |  |  |       |  |  |                                             |  |  |                                       |  |
|                                                 |                                        | Elisabetta Gradenigo                     | Tommasina Morosini                      |  |  |       |  |  |                                             |  |  |                                       |  |
|                                                 |                                        | Elisabetta Gradenigo                     |                                         |  |  |       |  |  |                                             |  |  |                                       |  |